# Omucukia madrela
Omucukia madrela là một loài nhện trong họ Zodariidae.
Loài này thuộc chi Omucukia. Omucukia madrela được Rudy Jocqué miêu tả năm 1991.